# Adalbero
Adalbero  è un nome proprio di persona italiano maschile.

## Varianti
- Maschili: Adalpero[1]
  - Alterati: Adalberone[2]
  - Ipocoristici: Albero[2], Alberone[2]

### Varianti in altre lingue
- Germanico: Adalbern[3]
- Latino: Adalberus[1]

## Origine e diffusione
Continua il nome germanico Adalbern, che è composto da adal ("nobile") e da bern (o ber, "orso"), e può quindi essere interpretato come "nobile orso" o, in senso lato, "nobile guerriero". Non va confuso con Adalberto, con cui condivide solo il primo elemento.

## Onomastico
L'onomastico si può festeggiare il 6 ottobre, in memoria del santo Adalberone di Würzburg, vescovo oppure di sant'Adalberone II di Metz, anch'egli vescovo e commemorato lo stesso giorno.

## Persone
- Adalbero di Brema, arcivescovo tedesco
- Adalbero Fleischer, vescovo cattolico tedesco

### Variante Adalberone
- Adalberone di Eppenstein, duca di Carinzia e marchese di Verona
- Adalberone di Laon, vescovo e poeta francese
- Adalberone I di Metz, vescovo cattolico franco
- Adalberone II di Metz, vescovo, monaco e santo francese
- Adalberone di Reims, arcivescovo cattolico franco
- Adalberone II di Verdun, vescovo cattolico e nobile franco
- Adalberone di Würzburg, vescovo e santo austriaco

### Variante Alberone
- Alberone di Montreuil, arcivescovo francese